# Jacek Krzynówek
Jacek Krzynówek   (Kamieńsk, 15 de maig de 1976) és un exfutbolista polonès de la dècada de 2000.
Fou 96 cops internacional amb la selecció polonesa amb la qual participà en la Copa del Món de Futbol de 2002 i a la Copa del Món de Futbol de 2006.
Pel que fa a clubs, defensà els colors de GKS Bełchatów, 1. FC Nürnberg, Bayer Leverkusen, VfL Wolfsburg i Hannover 96.